# Souk Ahras (provins)
Provinsen Souk Ahras (arabisk: ولاية سوق أهراس, berbisk: ⴰⴳⴻⵣⴷⵓ ⵏ ⵙⵓⵇⴻⵀⵔⴰⵙ) er en af Algeriets 48 provinser. Provinsen har et areal på 4.541 km2
og et indbyggertal på 438.127 (2008) indbyggere. Administrationscenteret er byen Souk Ahras.